# Campeonato Sudamericano 1925
El Campeonato Sudamericano de Selecciones 1925 fue la novena edición del Campeonato Sudamericano de Selecciones, competición que posteriormente sería denominada como Copa América y que es el principal torneo internacional de fútbol por selecciones nacionales en América del Sur. Se desarrolló en Buenos Aires, Argentina, entre el 29 de noviembre y el 25 de diciembre de 1925.
Cuando todo estaba preparado para recibir a cinco selecciones, Chile y Uruguay (bicampeón vigente) se retiraron del campeonato. Uruguay no participó por una serie de conflictos políticos internos y Chile por sus malos resultados en la copa. Siendo tan pocos participantes, se decide jugar en dos ruedas. Brasil y Argentina vencen en sus dos enfrentamientos a Paraguay y en consecuencia, los encuentros entre sí se transforman en definitorios.

## Organización

### Sedes
El estadios del Club Sportivo Barracas y el Club Atlético Boca Juniors de Buenos Aires fueron seleccionados como sedes para los partidos del torneo.
| Buenos Aires                                                                        | Buenos Aires              |
| ----------------------------------------------------------------------------------- | ------------------------- |
| Estadio Boca Juniors                                                                | Estadio Sportivo Barracas |
| Capacidad: 25 000                                                                   | Capacidad: 30 000         |
|                                                                                     |                           |
| Sedes en la Ciudad de Buenos Aires · Estadio Sportivo Barracas Estadio Boca Juniors |                           |

### Árbitros
- Ricardo Vallarino.
- Gerónimo Rapossi.
- Manuel Chaparro.
- Joaquim Antônio Leite de Castro.

## Equipos participantes
Participaron tres de las seis asociaciones afiliadas a la Confederación Sudamericana de Fútbol en esa época.
| Equipos participantes | Equipos participantes | Equipos participantes |
| --------------------- | --------------------- | --------------------- |
| Argentina             | Brasil                | Paraguay              |

## Resultados

### Posiciones
| Selección | Pts. | PJ | PG | PE | PP | GF | GC | Dif. |
| --------- | ---- | -- | -- | -- | -- | -- | -- | ---- |
| Argentina | 7    | 4  | 3  | 1  | 0  | 11 | 4  | +7   |
| Brasil    | 5    | 4  | 2  | 1  | 1  | 11 | 9  | +2   |
| Paraguay  | 0    | 4  | 0  | 0  | 4  | 4  | 13 | –9   |

### Partidos
| 29 de noviembre de 1925 | Argentina               | 2:0 (1:0) | Paraguay | Estadio Boca Juniors, Buenos Aires                                      |                                                                         |
|                         | Seoane 2' · Sánchez 72' |           |          | Asistencia: 18 000 espectadores Árbitro(s): Ricardo Vallarino (Uruguay) | Asistencia: 18 000 espectadores Árbitro(s): Ricardo Vallarino (Uruguay) |

| 9 de diciembre de 1925 | Paraguay       | 2:5 (1:3) | Brasil                                                   | Estadio Sportivo Barracas, Buenos Aires                                  |                                                                          |
|                        | Rivas 25', 55' |           | 16' Filo · 8' Friedenreich · 30', 52' Lagarto · 72' Nilo | Asistencia: 12 000 espectadores Árbitro(s): Gerónimo Rapossi (Argentina) | Asistencia: 12 000 espectadores Árbitro(s): Gerónimo Rapossi (Argentina) |

| 13 de diciembre de 1925 | Brasil   | 1:4 (1:1) | Argentina                            | Estadio Sportivo Barracas, Buenos Aires                                |                                                                        |
|                         | Nilo 22' |           | 41', 48', 74' Seoane · 72' Garassini | Asistencia: 25 000 espectadores Árbitro(s): Manuel Chaparro (Paraguay) | Asistencia: 25 000 espectadores Árbitro(s): Manuel Chaparro (Paraguay) |

| 17 de diciembre de 1925 | Brasil                      | 3:1 (1:0) | Paraguay   | Estadio Boca Juniors, Buenos Aires                                       |                                                                          |
|                         | Nilo 30' · Lagarto 57', 61' |           | 58' Fretes | Asistencia: 14 000 espectadores Árbitro(s): Gerónimo Rapossi (Argentina) | Asistencia: 14 000 espectadores Árbitro(s): Gerónimo Rapossi (Argentina) |

| 20 de diciembre de 1925 | Paraguay           | 1:3 (1:2) | Argentina                                 | Estadio Boca Juniors, Buenos Aires                                                   |                                                                                      |
|                         | Felitas Solich 15' |           | 22' Tarasconi · 32' Seoane · 63' Irurieta | Asistencia: 25 000 espectadores Árbitro(s): Joaquim Antônio Leite de Castro (Brasil) | Asistencia: 25 000 espectadores Árbitro(s): Joaquim Antônio Leite de Castro (Brasil) |

| 25 de diciembre de 1925 | Argentina                | 2:2 (1:2) | Brasil                      | Estadio Boca Juniors, Buenos Aires                                     |                                                                        |
| | Cerroti 41' · Seoane 55' |           | 27' Friedenreich · 30' Nilo | Asistencia: 18 000 espectadores Árbitro(s): Manuel Chaparro (Paraguay) | Asistencia: 18 000 espectadores Árbitro(s): Manuel Chaparro (Paraguay) |
| El partido estuvo demorado durante casi 30 min. debido a una bronca descomunal por parte de los futbolistas de ambas selecciones, e increíblemente no hubo expulsados. |                          |           |                             |                                                                        |                                                                        |

|                                           |
| Bandera de Argentina                      |
| Campeón Argentina 2.º título (2.º trofeo) |

### Goleadores

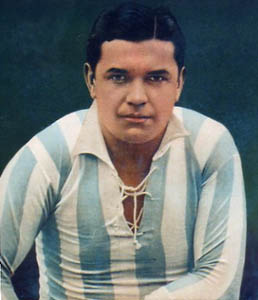
Manuel Seoane fue el goleador del torneo.

6 goles
- Manuel Seoane

4 goles
- Lagarto
- Nilo

2 goles
- Arthur Friedenreich
- Gerardo Rivas

1 gol
- Antonio Cerrotti
- Alfredo Garasini
- Juan Carlos Irurieta
- Martín Sánchez
- Domingo Tarasconi
- Filo
- Manuel Fleitas Solich
- Luis Fretes

### Mejor jugador del torneo
- Manuel Seoane.[4]